# Advanced Passenger Train
Az Advanced Passenger Train, vagy más néven a British Rail Class 370  egy prototípus angol nagysebességű villamos motorvonat volt.

## Története
Az 1960-as években a nagysebességű vasutak fejlődésével merült fel Angliában is egy gyorsabb vasúti közlekedés kialakításának gondolata. Ebben az időben Franciaországban a TGV és Japánban a Sinkanszen hálózatok már fejlesztés alatt vagy üzemben voltak. Az East Coast Main Line-on üzemeltetett expressz vonat hálózat bebizonyította, hogy a csökkent menetidő igenis képes jelentősen növelni az utasok számát. Amíg az East Coast Main Line nagyrészt sík területen közlekedett és alkalmas volt a nagy sebességre, a West Coast Main Line dombos területeken haladt, az ívekben nagy sebesség mellett túlságosan nagyok voltak az oldalirányú erők, és a vegyes forgalom miatt ezt nagyobb túlemeléssel sem lehetett kompenzálni. Új nagysebességű vasútvonal építésére nem volt lehetőség (a Eurostar számára épült CTRL vonal megépítése is sok nehézségbe ütközött) a jelenlegi 125 mph vonalon kellett 150 mph (240 km/h) közlekedést megvalósítani. Az angol vasutak fejlesztési osztályát bízták meg egy billenő kocsiszekrényes vonat megtervezésére. A vonat további újításai közé tartozott közös forgóváz kialakítás és a hidrokinetikus fékrendszer, ami a szerelvényt a nagyobb sebességről is képes volt megállítani az akkor használt fékutakon belül (a meglévő biztosítóberendezést lehetett használni). A fejlesztés az APT – Advanced Passenger Train nevet kapta.
A projekt iróniája, hogy akkori vezetés nem állt ki teljesen az APT mellett, és párhuzamosan egy hagyományos technológiákon alapuló gyorsvonat fejlesztésébe is belekezdtek. Ez lett a HST vagy High Speed Train amely InterCity 125 néven vonult be a köztudatba. Míg az APT projekt végül kudarcként zárult, a HST az egyik legsikeresebb megoldásnak bizonyult, amit mi sem bizonyít jobban, hogy még 30 év elteltével is üzemben van.
1972-re készült el az APT-E (Experimental) szerelvény, amely 2 hajtott mozdonyból és két személykocsiból állt, teljes billentő automatikával. A mozdonyok gázturbinás hajtást kaptak, mivel az akkor kellően nagy teljesítményt szolgáltatott kis tömeg mellett. A tesztek során a technológia alkalmassága bizonyítottá vált, így British Rail 3 prototípus APT-P (Pre-Production Prototype) szerelvényt rendelt. Az APT-E formavilága meglehetősen egyedire sikerült. De egy teszt szerelvénynek ez megbocsátható. Az APT-P már inkább egy rajzfilmből szalasztott macira hasonlít.
Érdembes megjegyezni, hogy nagy sebességgel haladó vonatoknál az áramszedő annyira belengeti a felsővezetéket, hogy vonat végén lévő áramszedőnél ez gondokat okoz. Ezért van, hogy a TGV vonatokon csak egy felsővezeték található a vonat elején, és a 25kV-os vezetéket a tetőn a szerelvény teljes hosszában végigvezetik így jut el az áram a vonat végén lévő hajtóegységhez. A TGV-n ez a vastag vezeték könnyen megfigyelhető a kocsik között. Mivel a Eurostar 18 kocsiból áll (a 9 vagy 12 kocsis TGV szemben), ezen a hosszon a felsővezeték lengése már lecsillapodik. Ennél fogva a Eurostaron már nincs nagyfeszültségű kapcsolat a kocsik között, és a vonat két végén lévő hajtóegységek saját áramszedőiket használják. Az angolok a nagyfeszültségű kapcsolatot nem tartották biztonságosnak és fenti problémát úgy hidalták át, hogy hajtóegységet a vonat közepén helyezték el. Ez a kocsi nem tartalmazott üléseket, és a nagy zaj miatt folyosót sem. Viszont éppen ezért a vonatot két részre vágta, és nem volt átjárás a vonat két vége között. A nagy sebesség elérése érdekében 2 hajtóegységre van szükség, amelyek egymás mellett a szerelvény közepén helyezkedtek el. A két hajtóegység egy áramszedőt használt, és a két kocsi között nagyfeszültségű vezeték haladt át a tetőn. A hajtóegységeknek saját forgóvázuk volt, amelyben mindegyik tengely hajtott, a futó kocsik közös forgóvázat használtak.
Politikai és vezető nyomás eredményeként a prototípus szerelvényeket 1981-ben mutatták be, annak ellenére, hogy akkor még prototípusok voltak, ennek megfelelően sok hibával és alacsony rendelkezésre állással. A sajtónak tartott bemutató úton többek tapasztaltak mozgásérzékelési problémákat, amelyek mind kiderült azért következtek be, mert a billenő mechanizmus az oldalirányú erőket teljes mértékben kompenzálta. A szem ugyan látta, hogy a vonat be van dőlve, de ebből nem lehetett semmi érezni, ami megzavarta az ember érzékelését. A visszaúton a hideg idő miatt mind a fékrendszerben mind a billenő mechanizmusban hibák léptek fel, így a szerelvény 4 nap múlva kivonták a forgalomból. Az APT-P szerelvények 1984-ben csendben, mindenféle publicitás nélkül újra forgalomba álltak, de a szériagyártás lehetősége ekkora már csak vágyálom volt. Az APT projekt eredményei felhasználva fejlesztették ki az InterCity 225 szerelvény Mark 4 kocsijait és Class 91-es mozdonyt, amely a billentő technológiát ugyan nem alkalmazta, de megörökölte az APT forgóvázát, a forgóváz helyett a kocsiszekrényre függesztett vontatómotor kialakítás (ami csökkenti a rugózatlan tömeget), és a főtranszformátor minél alacsonyabb elhelyezésének gondolatát.
A mai napig az eredeti APT-E szerelvény és két APT-P szerelvény maradt fenn, utóbbiból az egyik felújítása hamarosan megkezdődik.
1960-as években amikor az APT fejlesztése elkezdődött az akkori vasúti technológia élvonalát képviselte. Sok akkor megszületett műszaki újítás került felhasználásra későbbi fejlesztésekben, csak éppen az újítás magját képező billenő kocsiszekrény nem.
Billenő kocsiszekrénnyel abban az időben több országban is kísérleteztek, de azok egy felül függesztett és azok keresztül elforduló kocsiszekrényen alapultak (hasonlóan mint ahogy a hinta kileng az erő hatására). Az APT technológia lényege, hogy elektronikus vezérlés révén a forgóvázban elhelyezett hidraulikus karok döntötték a kocsiszekrényt a megfelelő mértékben. Ezt a technológiát a projekt leállítása utána a Fiat Ferroviaria vette meg, és használta fel a második generációs Pendolino vonatok tervezésében. Ezek a Pendolino vonatok azóta sok generációt megéltek és sor különböző ország vasútjaira eljutottak, mint például Európában a csehekhez vagy a finnekhez, és végül a Virgin Trains használja az olasz Pendolino szerelvényeket azon a West Coast Main Line-on ahova eredetileg az APT-ket tervezték.
Az APT kudarca nem a technológia kudarca, hanem a rendelkezésre álló idő és a vezetés támogatottságának hiánya miatt következett be. Az APT nagyszerűségének tudható, hogy 25 év elteltével a felújított pályán a mostani Pendolino vonatok nem tudják az APT által tartott menetrendet hozni: 1980/81 menetrend alapján a London-Glasgow viszonylaton az APT vonatok 4 óra 10 perc menetidővel közlekedtek, még 2007/08-ban a Pendolino szerelvények ugyan azt a távot 4 óra 25 perc alatt teljesítik.